# Lasioglossum gentianae
Lasioglossum gentianae är en biart som först beskrevs av Rayment 1951.  Lasioglossum gentianae ingår i släktet smalbin, och familjen vägbin. Inga underarter finns listade i Catalogue of Life.